# Départ du roi Guillaume Ier pour l'armée le 31 juillet 1870
Le Départ du roi Guillaume  Ier  pour l’armée le 31 juillet 1870 est une peinture d'histoire datant de 1870 du peintre allemand Adolph von Menzel. Il représente le boulevard Unter den Linden à Berlin, où une foule acclame le départ du roi de Prusse Guillaume Ier en calèche pour la guerre franco-allemande. Le tableau, une peinture à l'huile sur toile, fait partie de l'inventaire de l'Alte Nationalgalerie de Berlin depuis 1881.

## Histoire
Le tableau, qui mesure 65 × 78 cm, porte la signature « Ad. Menzel Berlin 1871 » dans le coin inférieur droit. Son numéro d'inventaire de la Nationalgalerie est AI 323.
Il a été commandé par le banquier Magnus Herrmann, un ami de Menzel, qui l'a rapidement vendu au marchand d'art Hermann Pächter, propriétaire de la galerie R. Wagner. La Nationalgalerie, sous la direction de Max Jordan, a manifesté son intérêt avant même 1877, mais a échoué car le prix demandé était trop élevé. L'achat n'aboutit qu'en 1881 grâce à la médiation et à l'accommodement de l'acheteur.

## Description
Dans son tableau, Menzel montre le boulevard berlinois Unter den Linden dans une composition fortement en perspective à point de fuite. Une foule immense acclame le roi de Prusse Guillaume Ier, qui est assis à côté de sa femme dans une calèche et se dirige vers la porte de Brandebourg pour rejoindre la Berlin Potsdamer Bahnhof (gare de Potsdam (Berlin)). Guillaume Ier se rend sur le théâtre de guerre à venir en tant que commandant en chef des armées de la confédération de l'Allemagne du Nord et des États du sud de l'Allemagne, dont le déploiement au-delà du Rhin est presque terminé. Le château de Berlin est à l'arrière-plan du tableau, mais visible qu'en partie ; les autres bâtiments royaux, comme l'Opéra Royal, n'apparaissent pas du tout. La tour de la Rotes Rathaus, récemment achevée, est en revanche peinte plus distinctement, ce qui indique l'importance croissante de la bourgeoisie après la victoire (Menzel achève le tableau en 1871 après la guerre), que l'artiste reconnait. Le château ombragé et l'hôtel de ville sont les seuls bâtiments clairement identifiables. Les façades bourgeoises sur le côté droit du tableau, en revanche, sont fictives et apparaissent surdimensionnées avec leur corniche en perspective presque verticale en raison de la vue importante d'en bas. Avec ses ornements néo-baroques, un hôtel pourrait figurer au premier plan ; ces façades d'immeubles représentent la prospérité d'une bourgeoisie qui s'auto-célèbre lors du Gründerzeit.

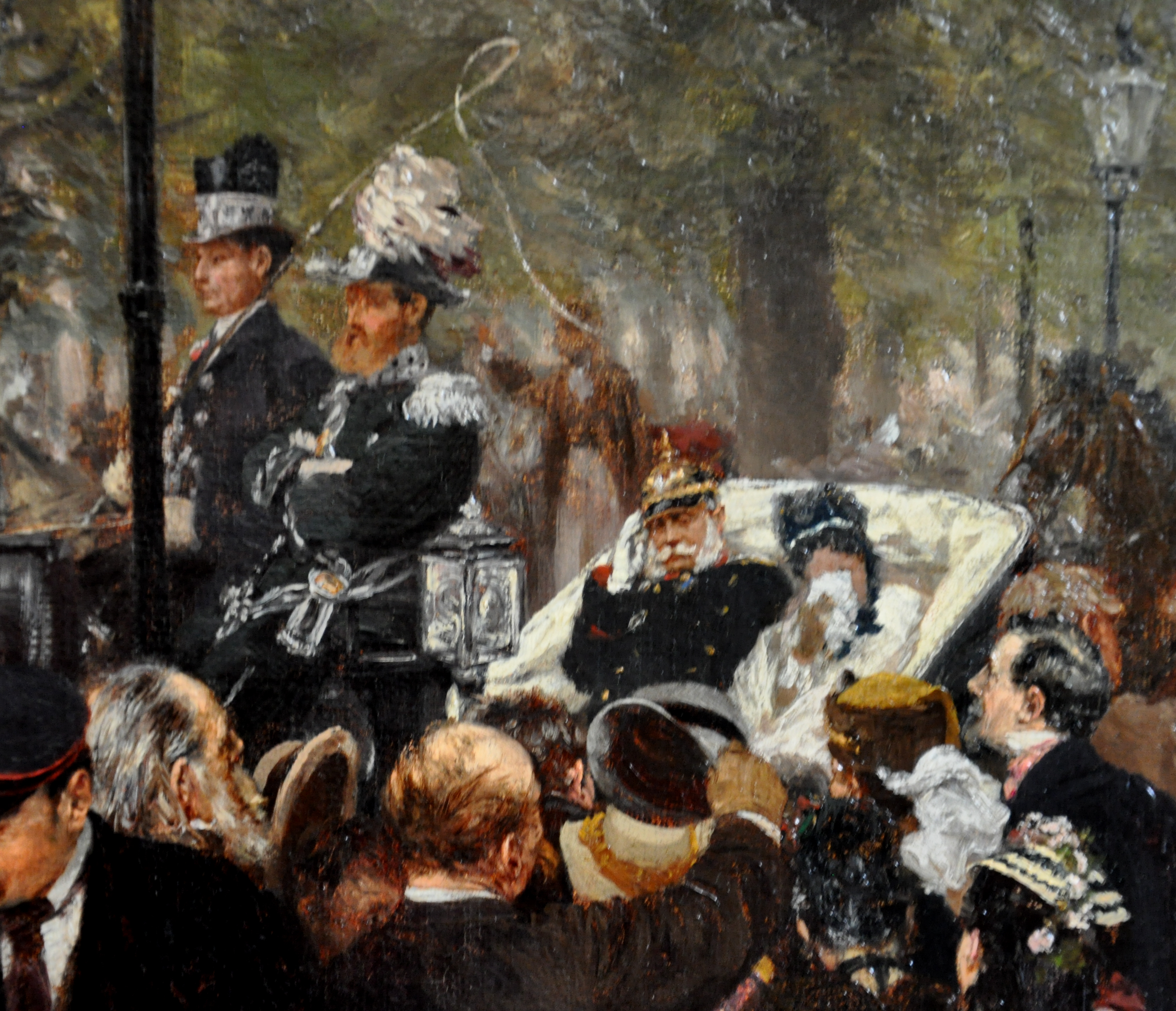
Détail du couple royal.

Apparemment, une forte rafale de vent souffle dans la rue, faisant tourbillonner les décorations du drapeau patriotique (les impressionnistes français n'ont jamais autant défiguré le drapeau tricolore français que Menzel le noir, blanc et rouge de la Confédération nord-allemande). Les drapeaux sur le Unter den Linden sont non seulement des drapeaux fédéraux entrelacés mais aussi des drapeaux prussiens noirs et blancs, parfois avec une aigle, ceux-ci tourbillonnant à peine. Le drapeau facilement reconnaissable de la Croix-Rouge, qui se trouve presque au point de fuite de la perspective du tableau est une particularité : Menzel fait ici référence aux victimes des guerres, qui ont toujours été importantes pour lui. Certains de ses dessins et aquarelles en traitent (Zwei gefallene Soldaten auf Stroh gelagert, Drei gefallene Soldaten in einer Scheune, Sterbender Soldat, tous relatifs à la guerre austro-prussienne de 1866).

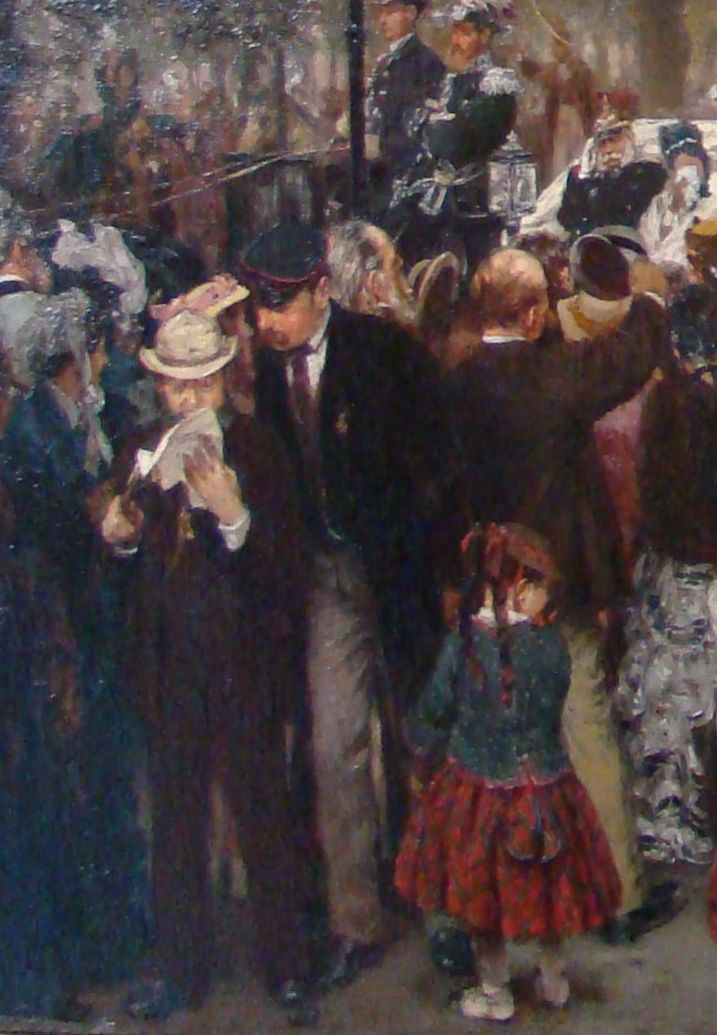
Adolph Menzel se serait représenté dans le petit homme au chapeau blanc qui se détourne du roi.

Au milieu des hommages, des acclamations et des gestes d'encouragement de la foule, la calèche bordée de blanc du monarque offre un contraste saisissant qui attire le regard du spectateur. Le roi salue avec la main droite sur son casque à pointe, en réalité il portait un simple « chapeau de voyageur », tandis que sa femme Augusta de Saxe-Weimar-Eisenach retient ses larmes et tient un mouchoir devant son visage. Certains personnages du tableau se détournent du roi et s'occupent à autre chose, d'autres sont clairement identifiables. L'acheteur du tableau, le banquier et ami de Menzel, Magnus Herrmann, se trouverait sur le balcon à l'arrière avec sa femme. Des dessins similaires des deux se trouvent dans la salle des estampes (Kupferstichkabinett) de Berlin. La fille de Herrmann, Clara, avec son mari, le peintre Albert Hertel, sont également reconnaissables devant à droite. L'homme au premier plan, qui tourne le dos aux événements, porte un chapeau de couleur claire et semble dessiner quelque chose sur un morceau de papier, est interprété par l'historienne Susanne Drexler comme un autoportrait de Menzel. Les peintures historiques de Menzel contiennent souvent une composante humoristique de scène de genre, que Theodor Fontane a également remarquée et mentionnée dans ses critiques d'art : dans ce tableau, c'est le marchand de journaux qui montre les dents au chien.

## Contexte
À l'été 1870, Menzel est en vacances en Suisse saxonne, qu'il écourte après le déclenchement de la guerre franco-prussienne. Selon la tradition, le 31 juillet 1870, il est installé au premier étage du restaurant Linden d'où il assiste ainsi au départ du roi pour l'armée. Menzel a écrit qu'il avait peint le tableau avec sa main gauche, comme les dessins de la série sur Friedrich II. De manière significative, Menzel, à l'origine gaucher, a acquis la capacité de travailler aussi bien des deux mains. Pour des raisons d'éclairage dans la composition, il choisit la main droite pour le dessin préliminaire et la main gauche pour la partie picturale. Max Jordan en a déduit la position du peintre sur le côté sud du Linden près de l'ambassade de Russie en Allemagne, non loin de la porte de Brandebourg, mais les façades néo-baroques à droite ne correspondent pas. Ce type d'architecture ornée, considérée comme moderne, était alors en construction sur la Friedrichstraße. À cette époque, un style classique tardif prévaut sur Unter den Linden. Ailleurs, il est dit que Menzel a rapporté que « le 31 juillet 1870, alors qu'il se rendait chez le coiffeur, il aperçut soudain la voiture du roi sur Unter Den Linden. Les vagues d'adieu et les divers cris lui auraient fait comprendre que Guillaume Ier était sur le point de quitter la capitale pour rejoindre les troupes qui montaient sur le Rhin […] ». 
Menzel a fait plusieurs croquis de ce tableau, qui se trouvent dans divers musées. Son titre est initialement Unter den Linden à Berlin l'après-midi du 31 juillet 1870 ou Die Linden à Berlin dans l'après-midi du 31 juillet 1870, sous lequel il est présenté lors des premières expositions, plus tard ce titre n'est plus utilisé.

## Accueil
Le tableau est reçu principalement de manière positive, mais d'anciennes rivalités sont également perceptibles dans certains commentaires. L'hégélien Max Schasler en parle dans son journal Die Dioskuren, non sans attaques, mais principalement socialistes. Il reconnait « l'étonnante virtuosité », mais aussi « l'ordinaire des physionomies ». Il évoque le « mouchoir » que la reine tient devant son visage et écrit que cela découle de la « préoccupation » de Menzel car il « ne pouvait pas transcrire l'expression correspondante sur le visage de la reine dans sa nature grossière ». Anton von Werner, directeur de l'Académie des arts de Berlin, déclare en 1905 à l'occasion de la mort de Menzel que le peintre « parlait du cœur au cœur de son peuple » dans ce tableau, que l'historien de l'art Claude Keisch décrit comme « banalisant ». Dans son roman L'Esthétique de la résistance, Peter Weiss fait dire à son narrateur à la première personne de ce tableau, dans le cadre d'un Triptyque sur l'histoire allemande récente : « …on disait que le cœur de la nation s’y exprimait[…] l’accueil enthousiaste de la guerre, l’éducation à la bagarre, jusque dans les parades. »

## Expositions (sélection)
- 1996/1997 : Menzel (1815-1905) : la névrose du vrai au musée d'Orsay à Paris (15 avril au 28 juillet 1996) ;  Adolph Menzel (1815-1905) : Between Romanticism and Impressionism (Entre Romantisme et Impressionnisme) à la National Gallery of Art de Washington (district de Columbia) (du 15 septembre 1996 au 5 janvier 1997) ; Adolph von Menzel 1815-1905 - Das Labyrinth der Wirklichkeit (Le Labyrinthe de la réalité) à la Nationalgalerie de Berlin (du 7 février au 11 mai 1997).
- D'avril au 30 juillet 2017 : Exposition sur la Guerre de 1870-71, Musée de l'Armée, Hôtel des Invalides, Paris. Dans :Le miroir quotidien. 17 avril 2017 (tagesspiegel.de.